# 코스타스 시미티스
콘스탄티노스 "코스타스" 시미티스(그리스어: Κωνσταντίνος "Κώστας" Σημίτης, 1936년 6월 23일~2025년 1월 5일)는 그리스의 정치인이다. 소속 정당은 범그리스 사회주의 운동이다.
독일 마르부르크 대학교와 영국 런던 정치경제대학교를 졸업했다. 1965년 그리스로 귀국한 이후에 알렉산드로스 파파나스타시우 정치 연구 그룹을 설립했다. 이 그룹은 1967년 4월 21일에 수립된 그리스 군사 정권에 대항하기 위해 "민주 방어"로 이름을 바꿨다. 아테네의 가로수에 폭탄을 설치한 이후에 해외로 망명했고 안드레아스 파판드레우가 이끄는 범그리스 해방 운동에 입당했다.
1974년 아테네로 귀환하면서 범그리스 해방 운동의 후계 정당인 범그리스 사회주의 운동을 설립했다. 1977년에는 아테네의 판테이온 대학교 강사로 임명되었다. 1981년 10월 21일부터 1985년 7월 26일까지 그리스 농업부 장관을 역임했고 1985년에 실시된 총선거에서 출마하면서 그리스 의회 의원으로 당선되었다.
1985년 7월 26일부터 1987년 11월 27일까지 그리스 국가경제부 장관을, 1989년 11월 23일부터 1990년 2월 13일까지 그리스 국가 교육·종교부 장관, 1993년 10월 13일부터 1995년 9월 15일까지 그리스 무역부 장관, 그리스 산업·에너지·연구·기술부 장관을 역임했다.
1996년 1월 16일 안드레아스 파판드레우 총리가 건강상의 이유로 사임하면서 범그리스 사회주의 운동 소속 의원들의 투표를 통해 그리스의 총리로 선출되었으며 2004년 3월 10일까지 그리스의 총리를 지냈다. 1996년 6월 30일부터 2004년 2월 8일까지 범그리스 사회주의 운동의 대표를 역임했다.

## 같이 보기
- 그리스의 정치